# Юаньмоу
Юаньмо́у (кит. упр. 元谋, пиньинь Yuánmóu) — уезд Чусюн-Ийского автономного округа провинции Юньнань (КНР).

## История
Уезд был создан после завоевания Дали монголами и вхождения этих мест в состав империи Юань, в 1289 году.
После вхождения провинции Юньнань в состав КНР в 1950 году был образован Специальный район Удин (武定专区), и уезд вошёл в его состав.
В 1953 году специальный район Удин был расформирован, а входившие в его состав уезды были переданы в состав Специального района Чусюн (楚雄专区).
Постановлением Госсовета КНР от 18 октября 1957 года Специальный район Чусюн был преобразован в Чусюн-Ийский автономный округ.
В октябре 1958 года уезд Юаньмоу был присоединён к уезду Удин, но уже в ноябре 1959 года он был воссоздан.

## Административное деление
Уезд делится на 3 посёлка и 7 волостей.

## Экономика
В речных долинах развито сельское хозяйство, в том числе выращивание фруктов, овощей, зерновых и масличных культур, а также цветоводство и селекционное семеноводство. В 2024 году площадь семеноводства в уезде достигла 2,78 тыс. га, производство семян превысило 4 млн кг, а общий объём семеноводческой отрасли составил 1,23 млрд юаней (170 млн долл. США).  